# Liga Nacional de Baloncesto 2013
La temporada 2013 de la Liga Nacional de Baloncesto fue la octava temporada de la historia de la competición dominicana de baloncesto. La temporada regular contó con 81 partidos en general (20 por equipo pero los Cocolos y los Leones disputaron un juego extra), esta comenzó el 25 de junio de 2013 y finalizó el 8 de agosto de 2013. Los playoffs iniciaron el 9 de agosto de 2013 y terminaron el 4 de septiembre de 2013, cuando los Indios de San Francisco de Macorís se coronaron campeones de la liga sobre los Titanes del Licey.

## Temporada regular
La temporada regular comenzó el martes 25 de junio de 2013 con un partido inaugural en cada circuito. En el circuito norte, los Reales de La Vega recibieron a los Indios de San Francisco de Macorís, y en el circuito sureste, los Cocolos de San Pedro de Macorís recibieron a los Leones de Santo Domingo. La temporada regular, finalizó el jueves 8 de agosto de 2013 con un partido de extra entre los Cocolos de San Pedro de Macorís y los Leones de Santo Domingo.

### Clasificaciones
| Circuito Norte | Circuito Norte                     | Circuito Norte | Circuito Norte | Circuito Norte | Circuito Norte | Circuito Norte | Circuito Norte | Circuito Norte | Circuito Norte |
| Pos.           | Equipo                             | PJ             | G              | P              | %              | PD             | Casa           | Fuera          | Pts            |
| -------------- | ---------------------------------- | -------------- | -------------- | -------------- | -------------- | -------------- | -------------- | -------------- | -------------- |
| 1              | Metros de Santiago                 | 20             | 13             | 7              | .650           | -              | 8-2            | 5-5            | 33             |
| 2              | Indios de San Francisco de Macorís | 20             | 13             | 7              | .650           | -              | 7-3            | 6-4            | 33             |
| 3              | Huracanes del Atlántico            | 20             | 12             | 8              | .600           | 1              | 8-2            | 4-6            | 32             |
| 4              | Reales de La Vega                  | 20             | 6              | 14             | .300           | 7              | 5-5            | 1-9            | 26             |

| Circuito Sureste | Circuito Sureste                 | Circuito Sureste | Circuito Sureste | Circuito Sureste | Circuito Sureste | Circuito Sureste | Circuito Sureste | Circuito Sureste | Circuito Sureste |
| Pos.             | Equipo                           | PJ               | G                | P                | %                | PD               | Casa             | Fuera            | Pts              |
| ---------------- | -------------------------------- | ---------------- | ---------------- | ---------------- | ---------------- | ---------------- | ---------------- | ---------------- | ---------------- |
| 1                | Titanes del Licey                | 20               | 14               | 6                | .700             | -                | 8-2              | 6-4              | 34               |
| 2                | Cocolos de San Pedro de Macorís* | 21               | 11               | 10               | .524             | 3½               | 7-4              | 4-6              | 31               |
| 3                | Leones de Santo Domingo*         | 21               | 9                | 12               | .429             | 5½               | 7-3              | 2-9              | 30               |
| 4                | Cañeros del Este                 | 20               | 3                | 17               | .150             | 11               | 3-7              | 0-10             | 23               |

|   | Clasificados a los Playoffs |
| * | Partido extra               |

Los Cocolos y los Leones jugaron un partido de desempate por el segundo lugar, ya que los equipos quedaron empates con 29 puntos cada uno y la serie regular entre estos dos equipos finalizó 2-2. A pesar de que los Cocolos tenían mejor récord que los Leones antes del partido de desempate (10-10 y 9-11, respectivamente), solo lograron 29 puntos debido a que un partido fue confiscado en su contra. Por lo cual, este partido no le sumó ni un punto.

### Estadísticas individuales

#### Puntos
| Pos. | Jugador        | Equipo                             | Partidos | Puntos | Promedio |
| ---- | -------------- | ---------------------------------- | -------- | ------ | -------- |
| 1    | Ollie Bailey   | Cocolos de San Pedro de Macorís    | 21       | 423    | 20.1     |
| 2    | Santo Martínez | Reales de La Vega                  | 17       | 320    | 18.8     |
| 3    | Manuel Fortuna | Leones de Santo Domingo            | 14       | 247    | 17.6     |
| 4    | Robert Glenn   | Indios de San Francisco de Macorís | 20       | 350    | 17.5     |
| 5    | Víctor Liz     | Metros de Santiago                 | 17       | 287    | 16.9     |

#### Rebotes
| Pos. | Jugador        | Equipo                             | Partidos | Rebotes | Promedio |
| ---- | -------------- | ---------------------------------- | -------- | ------- | -------- |
| 1    | James Thomas   | Titanes del Licey                  | 19       | 245     | 12.9     |
| 2    | Kervin Bristol | Huracanes del Atlántico            | 20       | 169     | 8.5      |
| 3    | Sadiel Rojas   | Leones de Santo Domingo            | 21       | 175     | 8.3      |
| 4    | Kenny Adeleke  | Metros de Santiago                 | 18       | 148     | 8.2      |
| 5    | Alexis Montas  | Indios de San Francisco de Macorís | 14       | 109     | 7.8      |

#### Asistencias
| Pos. | Jugador            | Equipo                  | Partidos | Asistencias | Promedio |
| ---- | ------------------ | ----------------------- | -------- | ----------- | -------- |
| 1    | Walker Russell Jr. | Leones de Santo Domingo | 14       | 54          | 3.9      |
| 2    | Manuel Fortuna     | Leones de Santo Domingo | 14       | 47          | 3.4      |
| 2    | Jonathan Primm     | Titanes del Licey       | 15       | 48          | 3.2      |
| 4    | Carlos Morbán      | Reales de La Vega       | 17       | 53          | 3.1      |
| 5    | Joel Ramírez       | Metros de Santiago      | 20       | 56          | 2.8      |

#### Robos
| Pos. | Jugador        | Equipo                  | Partidos | Robos | Promedio |
| ---- | -------------- | ----------------------- | -------- | ----- | -------- |
| 1    | Víctor Liz     | Metros de Santiago      | 17       | 33    | 1.9      |
| 2    | Manuel Fortuna | Leones de Santo Domingo | 14       | 27    | 1.9      |
| 3    | Sadiel Rojas   | Leones de Santo Domingo | 21       | 40    | 1.9      |
| 4    | Bobby Pandy    | Cañeros del Este        | 19       | 30    | 1.6      |
| 5    | Dalton Tucker  | Cañeros del Este        | 13       | 20    | 1.5      |

#### Tapones
| Pos. | Jugador          | Equipo                             | Partidos | Tapones | Promedio |
| ---- | ---------------- | ---------------------------------- | -------- | ------- | -------- |
| 1    | Augustine Okosun | Reales de La Vega                  | 12       | 33      | 2.8      |
| 2    | Gary Flowers     | Titanes del Licey                  | 20       | 44      | 2.2      |
| 3    | Kervin Bristol   | Huracanes del Atlántico            | 20       | 43      | 2.2      |
| 4    | Robert Glenn     | Indios de San Francisco de Macorís | 20       | 25      | 1.3      |
| 5    | Lavell Payne     | Reales de La Vega                  | 17       | 20      | 1.2      |

#### Porcentaje de tiros de campo
| Pos. | Jugador        | Equipo                             | Partidos | TCA | TCI | Porcentaje |
| ---- | -------------- | ---------------------------------- | -------- | --- | --- | ---------- |
| 1    | Kenny Adeleke  | Metros de Santiago                 | 18       | 83  | 131 | 63.36%     |
| 2    | Robert Glenn   | Indios de San Francisco de Macorís | 20       | 144 | 236 | 61.02%     |
| 3    | Bobby Pandy    | Cañeros del Este                   | 19       | 107 | 186 | 57.53%     |
| 4    | Santo Martínez | Reales de La Vega                  | 17       | 110 | 202 | 54.46%     |
| 5    | Jamelle Horne  | Metros de Santiago                 | 15       | 70  | 129 | 54.26%     |

#### Porcentaje de triples
| Pos. | Jugador         | Equipo                  | Partidos | 3PA | 3PI | Porcentaje |
| ---- | --------------- | ----------------------- | -------- | --- | --- | ---------- |
| 1    | Santo Martínez  | Reales de La Vega       | 17       | 48  | 105 | 45.71%     |
| 2    | Sean Ogirri     | Metros de Santiago      | 18       | 34  | 78  | 43.59%     |
| 3    | Hansel Salvador | Huracanes del Atlántico | 19       | 19  | 44  | 43.18%     |
| 4    | James Maye      | Titanes del Licey       | 20       | 48  | 114 | 42.11%     |
| 5    | Julien Mills    | Metros de Santiago      | 20       | 29  | 71  | 40.85%     |

#### Porcentaje de tiros libres
| Pos. | Jugador         | Equipo                          | Partidos | TLA | TLI | Porcentaje |
| ---- | --------------- | ------------------------------- | -------- | --- | --- | ---------- |
| 1    | Kelvin Peña     | Huracanes del Atlántico         | 18       | 54  | 62  | 87.10%     |
| 2    | James Maye      | Titanes del Licey               | 20       | 54  | 62  | 87.10%     |
| 3    | Ricardo Soliver | Cocolos de San Pedro de Macorís | 20       | 65  | 55  | 84.62%     |
| 4    | Manuel Guzmán   | Leones de Santo Domingo         | 21       | 42  | 53  | 79.25%     |
| 5    | Maurice Carter  | Metros de Santiago              | 20       | 38  | 48  | 79.17%     |

### Premios
- Jugador Más Valioso:

-  Gary Flowers, Titanes del Licey

Jugador Defensivo del Año:
-  Gary Flowers, Titanes del Licey

- Mejor Sexto Hombre del Año:

-  Juan Pablo Montas, Metros de Santiago

- Novato del Año:

-  Juan Miguel Suero, Cocolos de San Pedro de Macorís

- Dirigente del Año:

-  José Domínguez, Titanes del Licey

- Equipo Todos Estrellas:[6]

-  Kelvin Peña, Huracanes del Atlántico
-  Víctor Liz, Metros de Santiago
-  Gary Flowers, Titanes del Licey
-  Robert Glenn, Indios de San Francisco de Macorís
-  James Thomas, Titanes del Licey

## Playoffs
|  | Semifinales | Semifinales                        | Semifinales |                   |    | Serie Final                        | Serie Final | Serie Final |  |
|  | Mejor de 5  | Mejor de 5                         | Mejor de 5  |                   |    | Mejor de 7                         | Mejor de 7  | Mejor de 7  |  |
|  |             |                                    |             |                   |    |                                    |             |             |  |
|  |             |                                    |             |                   |    |                                    |             |             |  |
|  | N1          | Metros de Santiago                 | 2           |                   |    |                                    |             |             |  |
|  | N1          | Metros de Santiago                 | 2           |                   |    |                                    |             |             |  |
|  | N2          | Indios de San Francisco de Macorís | 3           |                   |    |                                    |             |             |  |
|  | N2          | Indios de San Francisco de Macorís | 3           |                   | N2 | Indios de San Francisco de Macorís | 4           |             |  |
|  |             |                                    |             |                   | N2 | Indios de San Francisco de Macorís | 4           |             |  |
|  |             |                                    | S1          | Titanes del Licey | 3  |                                    |             |             |  |
|  | S1          | Titanes del Licey                  | S1          | Titanes del Licey | 3  | 3                                  |             |             |  |
|  | S1          | Titanes del Licey                  |             |                   |    | 3                                  |             |             |  |
|  | S2          | Cocolos de San Pedro de Macorís    | 2           |                   |    |                                    |             |             |  |
|  | S2          | Cocolos de San Pedro de Macorís    | 2           |                   |    |                                    |             |             |  |
|  |             |                                    |             |                   |    |                                    |             |             |  |

- N = Circuito Norte
- S = Circuito Sureste

### Campeón
| Campeón de la Liga Nacional de Baloncesto 2013   |
| ------------------------------------------------ |
| Indios de San Francisco de Macorís Primer título |

| Jugador Más Valioso de la Serie Final            |
| ------------------------------------------------ |
| Robert Glenn, Indios de San Francisco de Macorís |